# İsmail Ege Şaşmaz
İsmail Ege Şaşmaz (* 25. November 1993 in Manisa) ist ein türkischer Schauspieler.

## Leben und Karriere
Şaşmaz wurde am 25. November 1993 in Manisa geboren. Sein Debüt gab er 2013 in der Fernsehserie Güneşi Beklerken. Danach trat er in verschiedenen Werbespots auf 2015 spielte er in der Serie Serçe Sarayı mit. Seine erste Hauptrolle bekam er im selben Jahr in Günebakan. Außerdem trat er 2017 in Lise Devriyesi auf. Unter anderem wurde Şaşmaz für die Serie Aşk Yalanı Sever gecastet. 
Zwischen 2018 und 2019 trat er in Mehmetçik Kut'ül Amare auf. 2020 spielte er in Uyanış: Büyük Selçuklu mit. Şaşmaz bekam 2021 eine Rolle in  El Kızı.

## Filmografie
Filme
- 2022: Barış Akarsu Merhaba
- 2022: Aile Tablosu

Serien
- 2013–2014: Güneşi Beklerken
- 2015: Günebakan
- 2015: Serçe Sarayı
- 2016: Aşk Yalanı Sever
- 2016: Aşk Laftan Anlamaz
- 2017: Lise Devriyesi
- 2018–2019: Mehmetçik Kûtulamâre
- 2020: Sen Çal Kapımı
- 2020–2021: Uyanış: Büyük Selçuklu
- 2021–2022: Elkızı